# Miloš Raičković
Miloš Raičković (ur. 2 grudnia 1993) – czarnogórski piłkarz, pomocnik, występujący w klubie FK Budućnost Podgorica. Młodzieżowy reprezentant Czarnogóry.